# جاي بروس
جاي بروس (بالإنجليزية: Jay Bruce)‏ هو لاعب كرة قاعدة أمريكي، ولد في 3 أبريل 1987 في بومونت في الولايات المتحدة.

## وصلات خارجية
- جاي بروس على موقع دوري كرة القاعدة الرئيسي (الإنجليزية)
- جاي بروس على موقعبيزبول رفرنس.كوم (الدوري الرئيسي) (الإنجليزية)
- جاي بروس على موقعبيزبول رفرنس.كوم (الدوري الثانوي) (الإنجليزية)
- جاي بروس على موقع إي إس بي إن.كوم (أم.أل.بي) (الإنجليزية)
- جاي بروس على موقع مشجعي الرسوم البيانية (الإنجليزية)